# Kunimund
Kunimund (6. století? – 566/567?) byl posledním králem germánského kmene Gepidů, syn gepidského krále Thurisinda. Vlády se ujal po smrti svého otce kolem roku 560 a vládl až do své smrti v roce 567.
Gepidové v té době žili v Dolní Panonii s centrem v Sirmiu. Toto území osídlili po porážce Hunů, králem Ardarichem v bitvě na řece Nedao. V polovině 40. let 6. století se poblíž tohoto území usadil kmen Langobardů migrující z Vídeňské pánve na jih, což způsobovalo značné napětí a nepřátelství mezi oběma kmeny. Nakonec v roce 552 toto nepřátelství přerostlo v bitvu u Asfeldu, kde byli Gepidové Langobardy pod vedením krále Audoina poraženi. V bitvě byl Alboinem, synem krále Audoina zabit nejstarší Thurisindův syn Elemund. Přesto oba kmeny dosáhly dočasného příměří, ale po smrti obou králů Audoinův syn a nástupce Alboin vůči Gepidům začal znovu s expanzivní politikou. 
Paula Diacona v Historia Langobardorum z 8. století uvádí, že mezi Kunimundem a Alboinem existovalo osobní nepřátelství, zejména proto, že Alboin v bitvě u Asfeldu zabil Kunimundova bratra. První útok Alboina v letech 565 a 566 selhal, protože na straně Gepidů stál východořímský císař Justinián I., kterému Gepidové slíbili za pomoc podstoupit Sirmium. Tento slib však Gepidové nesplnili a tak císař Justinián stáhl své jednotky z území Gepidů zpět do Konstantinopole. Oproti tomu langobardský Alboin získal podporu kočovných Avarů, kteří se teprve nedávno objevili v Podunají a začali v Panonii představovat významnou mocenskou hrozbu. Nakonec v roce 567 Alboin znovu zaútočil na území Gepidů, kteří tentokrát zůstali bez podpory a v langobardsko-gepidské bitvě byli poraženi. Kunimund byl v bitvě zabit, přičemž Alboin si údajně nechal vyrobit pohár na pití z jeho lebky. Přeživší Gepidové se dostali pod langobardskou nebo avarskou nadvládu. Někteří Gepidové unikli a raději vstoupili do východořímských služeb.
Po porážce Gepidů Alboin donutil Kunimundovu dceru Rosamundu, aby si ho vzala. Podle jiného zdroje Alboin unesl Rosamundu, což v první řadě rozpoutalo válku, ale tyto informace nejsou považovány za věrohodné. Rosamunda byla později zapojena do vraždy Alboina. Paulus Deaconus napsal, že během hostiny ve Veroně Alboin požádal Rosamundu, aby se napila z poháru, který byl vyroben z lebky jejího otce. Ponížená Rosamunda se později pomstila tím, že nechala Alboina ve spánku zavraždit.